# Marxistische Bibliothek
Die Marxistische Bibliothek ist eine deutschsprachige Buchreihe mit Werken des Marxismus-Leninismus. Sie erschien in Wien und Berlin im Verlag für Literatur und Politik in den Jahren 1926 bis 1932. Die nach dem Tod Lenins (1870–1924) erschienene Reihe enthält programmatische Texte unter anderem von Karl Marx, Friedrich Engels, Lenin, Josef Stalin, Nikolai Bucharin. Es erschienen über 20 Bände der Reihe.
Die Reihe ist nicht zu verwechseln mit der Marxist Library, die von 1932 bis 1940 von Alexander Trachtenberg bei International Publishers herausgegeben wurde.
Die folgende Übersicht erhebt keinen Anspruch auf Aktualität oder Vollständigkeit:

## Bände
- 1 Lenin, Vladimir Ilʹič: Der Imperialismus als höchstes Stadium des Kapitalismus. 1926

- 2 Bucharin, Nikolai: Die politische Ökonomie des Rentners. (Die Wert- und Profittheorie der österreichischen Schule). 1926

- 3 Engels, Friedrich; Duncker, Hermann [Herausgeber]: Ludwig Feuerbach und der Ausgang der klassischen deutschen Philosophie. 1927

- 4 Rjazanov, David B. [Herausgeber]: Karl Marx als Denker, Mensch und Revolutionär : ein Sammelbuch. 1928

- 5 Stalin, Josif Vissarionovič: Probleme des Leninismus. 1927

- 6 Stalin, Josif Vissarionovič: Auf dem Wege zum Oktober : Reden und Aufsätze vom März bis Oktober 1917. 1927

- 7 Marx, Karl; Rjazanov, David B. [Herausgeber]: Der Achtzehnte Brumaire des Louis Bonaparte - [ Neue erg. Ausg.]. 1927

- 8 Lenin, Vladimir Ilʹič: Agitation und Propaganda : ein Sammelband. 1929

- 9 Bucharin, Nikolaj Ivanovič: Der Imperialismus und die Akkumulation des Kapitals. 1926

- 10 Lenin, Vladimir Ilʹič: Über Gewerkschaften : ein Sammelband. 1927

- 11 Rotštejn, Fëdor A.: Beiträge zur Geschichte der Arbeiterbewegung in England. 1929

- 12 Bucharin, Nikolaj Ivanovič: Imperialismus und Weltwirtschaft. 1929

- 13 Thalheimer, August; Deborin, Alexander: Spinozas Stellung in der Vorgeschichte des dialektischen Materialismus : Reden und Aufsätze zur Wiederkehr seines 250. Todestages. 1928

- 14 Thalheimer, August: Einführung in den dialektischen Materialismus : Die moderne Weltanschauung; 16 Vorträge, gehalten an der Sun-Yat-Sen-Universität zu Moskau vom 5. Februar bis 23. Mai 1927. 1928

- 15 Luppol, Ivan Kapitonovič; Jachnin, Sinaida: Lenin und die Philosophie : zur Frage des Verhältnisses der Philosophie zur Revolution. 1929

- 16 Kritsman, Lev N.: Die heroische Periode der grossen russischen Revolution ein Versuch der Analyse des sogenannten 'Kriegskommunismus' L. Kritsman. 1929

- 17 Pokrovskij, Michail Nikolaevič: Historische Aufsätze ein Sammelband. 1928

- 18 Lenin, Vladimir Ilʹič; Plechanov, Georgij Valentinovič. L. N. Tolstoi im Spiegel des Marxismus eine Sammlung von Aufsätzen N. Lenin; G. Plechanov. Mit einer Einleitung von W. M. Fritsche. 1928

- 19 Lenin, Wladimir Iljitsch: Staat und Revolution. Die Staatstheorie des Marxismus und die Aufgaben des Proletariats in der Revolution. 1929

- 20 Engels, Friedrich: Der deutsch-französische Krieg 1870/71 : Kriegsgeschichtliche Schriften. 1931

- 21 Plechanov, Georgij Valentinovič; Schmückle, Karl; Rjazanov, David B. [Herausgeber]: Die Grundprobleme des Marxismus. 1929

- 22 Pašukanis, Evgenij B.; Hajós, Edith: Allgemeine Rechtslehre und Marxismus Versuch einer Kritik der juristischen Grundbegriffe E. Paschkunanis. Aus dem Russ. übertr. von Edith Hajós. 1929

- 23 Lenin, W. I.: Aus dem philosophischen Nachlass. Exzerpte und Randglossen. Herausgegeben und eingeleitet von V. Adoratski. Deutsche Ausgabe besorgt von M. Furschtschik. Wien-Berlin, Verlag für Literatur und Politik. 1932